# Малые Дубравы (Московская область)
Малые Дубравы — деревня в Сергиево-Посадском районе Московской области России, входит в состав сельского поселения Селковского.

## Население
| 1926 | 2002 | 2006 | 2010 |
| ---- | ---- | ---- | ---- |
| 104  | ↘5   | →5   | ↘3   |

## География
Деревня Малые Дубравы расположена на севере Московской области, в северо-восточной части Сергиево-Посадского района, примерно в 79 км к северу от Московской кольцевой автодороги и 28 км к северу от станции Сергиев Посад Ярославского направления Московской железной дороги.
В 15 км юго-восточнее деревни проходит Ярославское шоссе М8, в 19 км к юго-западу — Московское большое кольцо А108, в 2 км к западу — автодорога Р104. Ближайшие населённые пункты — деревни Запольское, Климово и Трёхселище.

## История
По материалам Всесоюзной переписи населения 1926 года Дубровка-Малая — деревня Малинковского сельсовета Хребтовской волости Сергиевского уезда Московской губернии в 4,3 км от Угличско-Сергиевского шоссе и 40,5 км от станции Сергиево Северной железной дороги; проживало 104 человека (41 мужчина, 63 женщины), насчитывалось 21 хозяйство (20 крестьянских).
С 1929 года — населённый пункт Московской области в составе:
- Трёхселищенского сельсовета Константиновского района (1929—1939)[7],
- Новошурмовского сельсовета Константиновского района (1939—1957)[8],
- Новошурмовского сельсовета Загорского района (1957—1959)[9],
- Торгашинского сельсовета Загорского района (1959—1963, 1965—1991)[10][11],
- Торгашинского сельсовета Мытищинского укрупнённого сельского района (1963—1965)[12][11],
- Торгашинского (до 09.01.1991) и Селковского сельсоветов Сергиево-Посадского района (1991—1994)[11],
- Селковского сельского округа Сергиево-Посадского района (1994—2006)[13],
- сельского поселения Селковского Сергиево-Посадского района (2006 — н. в.)[14][15].